# Rahmaniyya
Ne doit pas être confondu avec Rahmania.
La confrérie Rahmaniyya (en kabyle : tareḥmanit, en tifinagh : ⵜⴰⵕⵃⵎⴰⵏⵉⵜ, en arabe : الرحمانية (Raḥmāniyya)) est une confrérie musulmane soufie, fondée en 1774 par M'hamed Ben Abderrahmane (en arabe : محمد بن عبد رحمان (Muḥammad Ben ‘Abd al-Raḥmān)) dit Bû Qabrayn, en Kabylie et issue de l’ordre soufi de la Khalwatiyya. La Rahmaniyya connut une audience croissante jusqu'au XXe siècle, s'implantant jusqu’en Tunisie et au Maroc. Elle est cependant restée associée à sa région d’origine notamment en raison de son rôle dans l’insurrection kabyle de 1871, portée par des figures emblématiques comme celle du cheikh Amezyan El-Haddad. Elle est en 1950 la plus importante confrérie d’Algérie, regroupant jusqu’à 230 000 adeptes, bien que son unité organisationnelle se soit émiettée tout au long du XXe siècle.

## Histoire

### Le fondateur de l’ordre: M’hamad Bû Qabrayn (1715-1793)

#### Éducation en Orient et retour en Algérie
M'hamad Ben Abderrahmane, né en 1715 environ dans la tribu kabyle des Ait Isma‘il, commença à étudier le Coran dans une zawiya locale où il acquit des connaissances coraniques, juridiques et grammaticales. Élève prometteur, on lui recommande de partir pour l’Orient, suggérant l’importante ouverture de la Kabylie du XVIIIe siècle sur le monde arabo-islamique, auquel elle s’intègre notamment par le biais des voyages initiatiques. Après un pèlerinage à la Mecque (1739-1740), il intègre l’élite lettrée d’Al-Azhar, au sein de laquelle le maître du grand ordre soufi de la Khalwatiyya M’hamad al-Hafnawi le prend pour disciple. Après de nombreuses années d’activités missionnaires pour ce dernier, et à l’aboutissement de son initiation, al-Hafnawi lui donna pour dernière consigne de propager les doctrines de la Khalwatiyya en Algérie. De retour en Kabylie après trente ans d’absence, il commença son enseignement dans une zawiya de sa tribu qui connut une expansion rapide, attirant savants et lettrés d’Alger, Constantine ou Béjaïa.

#### Oppositions à la Rahmaniyya et miracle des «deux tombes»
L’expansion de l’ordre de M’hamad Ben Abderrahmane lui vaut la méfiance de certains oulémas citadins. Lorsqu’il s’installe à Alger en 1790 pour poursuivre son travail de propagation de la Khalwatiyya, ces derniers lancent contre lui une fatwa l’accusant d’hérésie. Cette opposition est aisément entendue par les autorités turques de la Régence d’Alger qui entretiennent une relation conflictuelle avec les confréries qui échappent à leur contrôle. C’est cependant dans une logique d’apaisement avec la Kabylie indépendante qui constitue une menace constante de conflit ou d’insurrection pour l’autorité centrale, que celle-ci intervient finalement en faveur de M’hamad Ben Abderrahmane.
La mort de ce dernier fut l’occasion d’une nouvelle démonstration de ces jeux de pouvoirs politico-religieux. En apprenant la mort de M’hamad Ben Abderrahmane dans le Djurjura en 1793, les autorités d'Alger furent alarmées par les foules de pèlerins qu’attirerait son enterrement au centre de la Kabylie et donc par le risque d’une rébellion au sein d'une population imparfaitement gouvernée par le centre politique. Elles encouragèrent les adeptes algérois de la confrérie à rapporter le corps à Alger, une tactique relativement fréquente pour mettre fin aux pèlerinages en Kabylie. Certains d’entre eux parvinrent à s’emparer de la dépouille, provoquant une opposition entre adeptes kabyles et étrangers. Sans que l’on puisse connaître les détails de cet épisode, le conflit se résolut lorsque chaque parti eut respectivement proclamé le miracle de dédoublement du corps de M’hamed Ben Abderrahmane, lui conférant son titre posthume M’hamad Bû Qabrayn (محمد بو قبرين, M’hamad « aux deux tombes »). Il est encore aujourd’hui l’un des saints de la ville d’Alger.

### La confrérie hors de son berceau kabyle
La mort de son fondateur ne freina pas l’expansion de la Rahmaniyya qui devint vite la tarīqa (ordre soufi) comptant le plus d'adeptes en Algérie. De toutes les confréries qui l’ont précédée en Afrique du Nord (la Qadiriya, la Chadouliya, la Ammariya, la Aïssawiya, la Tidjaniya), la Rahmaniyya est la seule à s’être réellement implantée en Kabylie. Elle se propage rapidement à l’Est jusqu’en Tunisie, à l’Ouest jusqu’au Maroc ainsi que vers le sud de l’Algérie.
La multiplication de ses contextes d’implantation et la perte de la figure centralisatrice du saint ouvrit cependant une période d’instabilité. En nommant le Marocain Cheikh Aïssa el-Maghribi pour le remplacer, M’hamad Ben Abderrahmane instaura un mode de succession ne dépendant ni de l’appartenance généalogique ni de l’appartenance tribale. Bien que la tête de la confrérie demeure en Kabylie, et que ses spécificités doctrinales persistent, la Rahmaniyya s’adapte dans son organisation au tissu lignagier et au réseau de zawiyas qui lui préexistent, amorçant le long processus de fragmentation que connut la confrérie jusqu’au XXe siècle.
La confrérie connaît à cet égard au XIXe siècle diverses périodes de centralisation et de décentralisation, toujours marquées par la persistance de l’origine kabyle de l’ordre. Une crise éclate par exemple entre 1837 et 1842 à la suite du rejet du successeur marocain de cheikh Aïssa el-Maghribi par certaines figures refusant qu’un cheikh non-kabyle dirige la confrérie. Cette crise conduit à la fois au renforcement de son identité kabyle et à un fléchissement de son activité en Kabylie, notamment par la désertion de la zawiya-mère depuis laquelle M’hamad Ben Abderrahmane avait amorcé son expansion.
L’invasion française de l’Algérie en 1830 constitua également un frein majeur au fonctionnement de la Rahmaniyya. L’autorité française remplaçant la Régence d’Alger est caractérisée par la même méfiance à l’égard des systèmes confrériques. L’ordre social qu’elle s’efforce d’imposer jugule l’activité de ces derniers, basée sur l’échange par le voyage des cheikhs et les relations de clientélisme. Les confréries, et la Rahmaniyya en premier lieu, eurent en réaction un rôle important dans la résistance à la percée coloniale, notamment en Kabylie.

### Rôle dans la révolte de Mokrani

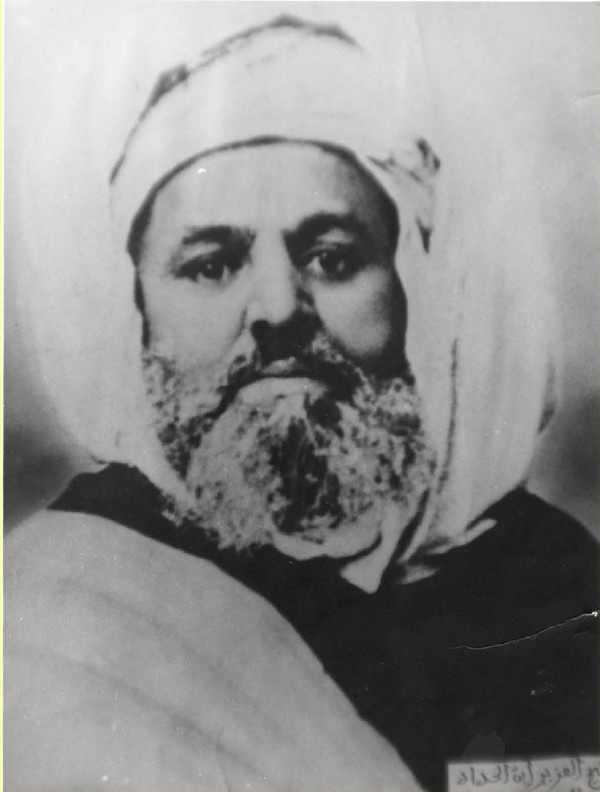
Cheikh Améziane el-Haddad

Lorsque le Cheikh al-Hadj Amar, dirigeant de la confrérie de 1843 à 1857, prend la tête de la résistance à l’occupation de la Kabylie, débutée dès les premières expéditions françaises en 1831, la confrérie et son puissant ancrage social dans la région se trouvent pleinement engagée dans le combat. À la suite de l’exil du cheikh en Tunisie et de la mise sous séquestre de ses biens par l’administration coloniale, ainsi que ceux de la zawiya-mère, la branche kabyle de la Rahmaniyya vit son centre de gravité passer à Seddouq dans le début des années 1860.
La zawiya de Seddouq est à cette époque dirigée par le Cheikh Améziane el-Haddad et son fils Aziz el-Haddad, figures ouvertement hostiles à la domination française et redoutées par les autorités d’occupation. Le cheikh est en effet depuis le début des années 1860 une personnalité religieuse populaire dont le charisme a permis la formation d’une direction relativement unitaire de la confrérie kabyle. Il est important de noter cependant que d’autres zawiyas de la Rahmaniyya ont à leur tête des cheikhs influents ne partageant pas les positions d’el-Haddad. Le cheikh Ben Ali Cherif de la zawiya d’Ichellathen conserve une position très ambigüe vis-à-vis de l’occupation française et mène à la zawiya de Seddouq une importante guerre d’influence. Le Cheikh Mohand al-Hocine, très influent par son travail mystique et poétique, reconnaît quant à lui l’autorité d’el-Haddad, mais traite de l’occupation française avec une distance importante, adoptant une forme de pragmatisme face à l’inégalité des rapports de force. 
En 1870, la Kabylie déjà engagée dans une résistance continue depuis 1830, se trouve en état d’ébullition politique. Les effets de la défaite française face à la Prusse, et du décret Crémieux, probablement perçu comme une menace de nouvelles dépossessions agraires, s’ajoutent aux importantes dettes accumulées auprès des débiteurs coloniaux. Cette situation mène en 1871 au déclenchement de la révolte de Mokrani, cheikh influent et notable de Béjaïa. Améziane el-Haddad assiste aux premières actions insurrectionnelles en mars, puis, lorsqu’il s’est assuré le soutien de ses délégués exerçant une pression populaire en faveur de la lutte armée, appelle à la guerre sainte le 8 avril 1871. Le réseau d’alliance d’el-Haddad et l’assise de la Rahmaniyya sont en grande partie responsables de l’ampleur de l’insurrection, provoquant le soulèvement de 150 000 kabyles.
L’insurrection est cependant réprimée, le cheikh el-Haddad, alors âgé de 81 ans, est emprisonné, et ses fils déportés en Nouvelle-Calédonie. La répression contre la Rahmaniyya se tourne en premier lieu contre les zawiyas. Beaucoup d’entre elles sont fermées et leurs muqaddams (مقدّم, représentant) sont emprisonnés, déportés ou assignés à résidence. Leurs biens sont partiellement ou intégralement confisqués. À l’issue de l’insurrection, la confrérie vit s’accroître sa popularité. Elle ne retrouva jamais cependant d’unité de direction et poursuivit sa dissolution dans la diversité des contextes locaux, amorcée avant l’insurrection.

### Depuis 1871: fragmentations et réactions au réformisme
Il devient après 1871 difficile de parler de la Rahmaniyya comme d’une organisation homogène. Son unité organisationnelle se réduira progressivement à l’échelle de la zawiya. Elle regroupe cependant un très grand nombre d’adeptes, particulièrement au sein de son berceau historique de Kabylie dont cette section traite en premier lieu, et ses doctrines conservent une influence importante et durable.
Bien que l’on oppose souvent le mouvement de réformisme musulman du XXe siècle aux confréries soufies, et malgré l’animosité manifeste du premier pour ces dernières, la réalité historique dans le cas de la Rahmaniyya est autrement complexe. Tout d’abord, il est important de ne pas surestimer les effets du mouvement réformiste sur les adeptes. C’est en effet bien plus le discours nationaliste qui pénétra la confrérie, bien qu’il charrie avec lui certains idéaux réformistes.
M. Brahim Salhi avance à cet égard l’hypothèse d’un pré-réformisme de la Rahmaniyya qui instaure, dès sa fondation, la primauté de la scripturalité, reléguant la vocation mystique à la périphérie de son activité. D’autre part, l’articulation avec la pratique religieuse populaire, dépourvue de compétences scripturaires, est opérée par le hawni (حوني) qui fut un acteur important du pré-réformisme de la Rahmaniyya. En effet, bien qu’il ne passa pas par le biais de l’arabisation voulue par le mouvement réformiste, il fut un vecteur important du processus de « coranisation » de la Kabylie. Véhiculé par les personnages du Coran, l’hagiographie des saints et la langue berbère ce processus diffuse à grande échelle l’univers religieux et les significations coraniques.

## Tenants culturels et doctrinaux

### Héritages de la Khalwatiyya

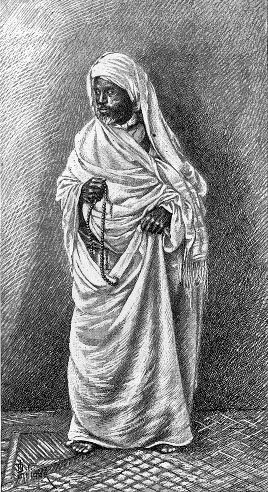
Marabout

Les enseignements et principes doctrinaux de la tariqa Rahmaniyya, proches de nombreux traits généraux du soufisme, sont issus de la tariqa Khalwatiyya et se transmettent, sous l’autorité du cheikh et de ses représentants, par les cours dispensés au taleb (طالب, élève), s’appliquant à obtenir l’ijâza (إجازة) à l’aboutissement de son initiation, lui permettant d’officier dans les villages des alentours. Le wird (ورد, engagement initial au sein d’une zâwiya) implique pour les adeptes l’observance de certaines règles et pratiques. On compte parmi elles la répétition de la profession de foi six jours par semaine, le port du chapelet, le dhikr (ذكر, évocation rythmique des noms de Dieu) ou encore le pèlerinage (ziyara, زيارة) aux lieux saints de la zâwiya.

Recommandant la pratique du renoncement à la vie matérielle (ascétisme) et le retrait par rapport à l’agitation profane de la cité, la Khalwatiyya (de خلوة : isolement) comme d’autres ordres confrériques, se caractérisait par une certaine hétérodoxie dans l’interprétation du Coran. Les enseignements du fondateur de la Rahmaniyya, M’hamad Bû Qabrayn, ne sont cependant pas une transposition intégrale de la Khalwatiya, d’origine perse, à laquelle il fut initié à al-Azhar par le maître Muḥammad al-Hafnawi. La voie Rahmaniyya est fortement pénétrée d’éléments religieux locaux, notamment ceux véhiculés par l’islam maraboutique. 

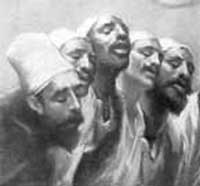
Dhikr singing

### Spécificités doctrinales et organisation hiérarchique
La Rhamaniyya introduisit des changements substantiels dans la tradition maraboutique, caractérisant jusque-là la pratique religieuse en Kabylie. Le premier point de cette évolution porta sur la règle tacite selon laquelle la transmission du savoir religieux, comme celle du pouvoir et des privilèges qui lui sont associés, ne pouvait se faire que sur des bases héréditaires. Le fondateur kabyle désigna en effet un successeur marocain, comme celui qu’il estimait le plus apte à prendre sa suite. Cette pratique s’est beaucoup dissoute avec l’expansion de la confrérie mais connut d’importantes occurrences : le cheikh al-Haddad, figure éminente de l’ordre, était issu d’une famille laïque. Le deuxième facteur d’innovation fut l’élargissement du cadre confrérique, n’importe quel laïc pouvant s’y affilier, pourvu qu’il en reconnaisse et en applique les règles. Cette spécificité explique également l’expansion rapide de la confrérie au cours du XVIIIe siècle. Un troisième changement important fut la structuration de la zâwiya en un système de religiosité hiérarchisé. On trouve au sommet le cheikh de la tariqa siégeant dans la zâwiya-mère, viennent ensuite le muqaddam (مقدّم, représentant) qui officie à la tête des branches régionales, autour desquelles se regroupent les khwan, frères serviteurs et adeptes de la confrérie.
Cette organisation hiérarchique se base sur des critères de maîtrise scripturaire, spécificité intéressante du soufisme de la Rahmaniyya, préfigurant à certains égards le réformisme musulman du XXe siècle. À la base de cette hiérarchie se trouve le taleb (طالب, élève), élève plus ou moins accompli s’initiant à la pratique scripturaire, mais également le hawni (حوني), agent introduit par la Rahmaniyya aux réseaux de zawiyas. Il maîtrise imparfaitement les écrits coraniques mais occupe  le rôle de charnière entre la scripturalité savante de la confrérie et le savoir coranique populaire, qu’il diffuse en langues et dialectes vernaculaires, notamment en le reliant au sacré local par le biais des traditions hagiographiques.